# Gaojialing (köpinghuvudort i Kina, Jiangxi Sheng, lat 29,17, long 116,78)
Gaojialing är en köpinghuvudort i Kina. Den ligger i provinsen Jiangxi, i den sydöstra delen av landet, omkring 100 kilometer nordost om provinshuvudstaden Nanchang. Antalet invånare är 33 983. Befolkningen består av 16 097 kvinnor och 17 886 män. Barn under 15 år utgör 24,0 %, vuxna 15-64 år 69 %, och äldre över 65 år 6,0 %.
Runt Gaojialing är det ganska tätbefolkat, med 248 invånare per kvadratkilometer. Närmaste större samhälle är Guxiandu, 12,7 km sydost om Gaojialing. Trakten runt Gaojialing består till största delen av jordbruksmark.
Genomsnittlig årsnederbörd är 2 232 millimeter. Den regnigaste månaden är juni, med i genomsnitt 350 mm nederbörd, och den torraste är oktober, med 55 mm nederbörd.